# Xanca becclara
La xanca becclara (Grallaria carrikeri) és una espècie d'ocell de la família dels gral·làrids (Grallariidae).

## Hàbitat i distribució
Habita la selva pluvial dels Andes, del nord del Perú.